# Dolores Parker
Dolores Parker Morgan (* um 1920 in Chicago) war eine US-amerikanische Jazzsängerin und Schauspielerin.

## Leben und Wirken
Parker begann nach der Highschool als Sängerin aufzutreten, nachdem sie 1939 einen Amateurwettbewerb im Chicagoer Regal Theatre gewonnen hatte. Sie tourte mit Fletcher Henderson als Mitglied des Trios The Rhythm Debs, mit dem sie drei Jahre arbeitete. 1945 heiratete sie den Trompeter Vernon Smith und wurde Bandvokalistin im Earl Hines Orchestra, mit dem im Februar 1946 erste Aufnahmen in Chicago entstanden („Now That You're Mine“ und „Margie“). Weitere Titel („Just A-Sittin’ and A-Rockin’“ und „Oh My Achin’ Back“) nahm sie mit Hines im Mai und Juni 1946 auf. Nachdem das Paar ein erstes Kind bekommen hatte, zogen Parker und Smith nach Los Angeles. Dort erhielt sie die Gelegenheit, sich als Bandsängerin bei Duke Ellington zu bewerben. Beim Vorsingen erwartete Ellingtons Arrangeur Billy Strayhorn von der Sängerin, die ihr bislang unbekannte Komposition „Lush Life“ vorzutragen, was ihr gelang. Anschließend ging sie mit Ellingtons Band auf Tour und vom September bis Dezember 1947 ins Columbia-Plattenstudio, wo u. a. mit ihr die Titel „Put Yourself in My Place, Baby“, „The Wildest Girl in Town“, „A Woman and a Man“, „It's Mad, Mad, Mad!“ und „Take Love Easy“ eingespielt wurden.
Nachdem sie Ellingtons Band bald wieder verlassen hatte, hatte Parker mehrere kleine Filmrollen, wie als Nachtclubsängerin in Joseph L. Mankiewicz’ Blutsfeindschaft (1949). Gemanagt vom ehemaligen Boxchampion Joe Louis, trat sie in Nachtclubs auf, hatte 1955 eine Rolle im Broadwaymusical Sugar Hill und nahm 1960 mit Herbie Mann auf (The Common Ground, Atlantic). Im Bereich des Jazz war sie zwischen 1946 und 1960 an sechs Aufnahmesessions beteiligt.
In den 1960er Jahren ging sie ihre zweite Ehe mit dem Arzt Eldridge Gates Morgan (1925–1997) ein, zu dem sie nach Akron zog, wo ihr Mann den arbeitsmedizinischen Dienst der Firestone Tire & Rubber Company leitete. In den folgenden Jahren war sie in der Jazzszene von Ohio und Cleveland aktiv und unterrichtete ab 1985 an der Kent State University School of Music. 1999 wirkte sie als Solistin an der CD-Produktion Traditions des Cleveland Jazz Orchestra mit.
Parker wurde 1993 als letzte noch aktive Bandsängerin des Duke Ellington Orchestra vom National Museum of American History geehrt.